# Abiah Darby
Abiah Darby (nacida Abiah Maude; 1716 - 1794) fue una ministra británica de la iglesia cuáquera con sede en Coalbrookdale, Shropshire. Esposa del industrial del hierro Abraham Darby, Abiah llevaba un diario y enviaba cartas que registraban los logros de su familia. Una de sus cartas se ha utilizado para identificar el inicio de Revolución Industrial en 1709.

## Semblanza
Abiah Maude nació en 1716 en una familia cuáquera encabezada por Samuel y Rachel (nacida Warren) Maude. Cuando era adolescente, se sintió impulsada a predicar, pero por entonces no se decidió a seguir su vocación. Quería casarse con John Sinclair, pero su madre viuda se resistió al matrimonio hasta febrero de 1734. Tres años después, Abiah Sinclair enviudó y tuvo una hija llamada Rachel. Durante los años siguientes echazó las solicitudes de su hermana de reincorporarse a la vida social, centrada en el cumplimiento de sus deberes religiosos. Pero en 1745 conoció al viudo cuáquero Abraham Darby el Joven de Coalbrookdale, y ambos se casaron en la parroquia de Preston Patrick el 9 de marzo de 1746.

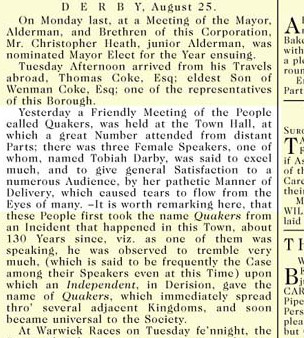
Abiah Darby (nombrada como Tobiah (sic)) en el Ayuntamiento, Derby

Su nuevo marido estaba revolucionando la industria del hierro, y ella se convirtió en anfitriona de empresarios y compañeros cuáqueros. Abiah registró los detalles de muchos de sus visitantes entre 1752 y 1769 en sus diarios. Tuvieron siete hijos, de los cuales cuatro sobrevivieron a la infancia. Sarah, Mary, Samuel y otro Abraham Darby. Cuando sus hijos aún eran pequeños, Abiah Darby cedió en 1746 a su deseo de predicar. Su hija Mary todavía era un bebé y su esposo estaba ocupado introduciendo sus mejoras en el proceso de fundición en Coalbrookdale, donde era socio. Sin embargo, Abraham acompañó a su mujer en algunos de sus viajes de predicación a caballo; en otras ocasiones, solía ir acompañada de Ann Summerfield. Se ha dicho que Abiah Darby "rompió los grilletes" del papel de su género con su labor evangelizadora del mensaje cuáquero. En 1750, Abraham y Abiah se mudaron a una casa recién construida llamada Sunniside, ubicada en su propio parque, que lleva el nombre de la casa de los padres de Abiah en Bishopswearmouth.
A pesar de su enfoque severo, Darby no atrajo la hostilidad a la que debieron enfrentarse algunas de sus compañeras predicadoras. En 1754 se le atribuyó la mejora de la comunicación entre los grupos de hombres y mujeres dentro de la Sociedad de Amigos. Sin embargo, ella no solo predicaba en su entorno próximo. En 1756, escribió en su diario sobre los disturbios por la carestía de los alimentos, de lo que también habló en tres reuniones públicas en Chesterfield (Derbyshire), Ambleside (Lake District) y en Newcastle upon Tyne y Shields en el noreste de Inglaterra. También pudo obtener permiso para dirigirse a los soldados estacionados en Berwick-upon-Tweed, en la costa noreste de Inglaterra, en la frontera con Escocia.
En 1763 murió su marido. En el mismo año publicó el manual titulado Instrucción útil para niños a modo de preguntas y respuestas, que había escrito para sus propios hijos. Abiah apoyó activamente la creación de la escuela dominical, y visitó la Prisión de Shrewsbury Gaol principalmente para ver a compañeros cuáqueros que habían sido encarcelados por no pagar los diezmos de la Iglesia de Inglaterra. También en 1763, escribió una carta que aún se conserva y, aunque está fechada, no está claro a quién fue enviada. Esta carta describe los logros de la familia Darby y registra cuándo el padre de su esposo fundió hierro por primera vez usando coque en lugar de carbón. Esta fecha se ha utilizado para identificar el inicio de la Revolución Industrial como 1709.
En agosto de 1774, Darby habló en una reunión regional de cuáqueros en Derby Town Hall. El Derby Mercury citó su apellido como Tobiah y dijo que era la mejor de las tres oradoras. El periodista también señaló que estaba hablando en Derby y que esta era la ciudad donde los cuáqueros recibieron este nombre por primera vez. Este era el pueblo, en efecto, pero el periódico dio una razón equivocada de este hecho. Fue un magistrado de Derby, Gervase Bennet, quien utilizó por primera vez el término para burlarse de George Fox en 1650, cuando lo juzgó por blasfemia. Se cree que Darby estaba hablando en el mismo lugar en el que George Fox había sido encarcelado, aunque es posible que ella no lo supiera, ya que se trataba de un nuevo ayuntamiento.
En 1779 su nuera Deborah Darby comenzó a transcribir su diario. Deborah era la esposa de su hijo Samuel Darby y ella también se convirtió en predicadora cuáquera y comenzó su propio diario.
Después de veinte años de viudez, Darby estaba cada vez más confinada en su hogar debido a la enfermedad. "Madre Darby" murió en su casa de "Sunniside", en Coalbrookdale, el 26 de junio de 1794. Sunniside fue demolida en el siglo XIX, pero su primera casa, Dale House, se conserva como parte de un museo.

## Publicaciones
- Seria advertencia a los habitantes de Shrewsbury, 1752
- Epístola a los habitantes de Hereford, 1754
- Instrucción útil para niños a modo de preguntas y respuestas, 1763